# سهره چهچهه‌زن حلقه‌دار
سهره چهچهه‌زن حلقه‌دار (نام علمی: Poospiza torquata) نام یک گونه از سرده سهره چهچهه‌زن است.